# 立霧主山
立霧主山，位於臺灣花蓮縣秀林鄉富世村，為台灣知名山峰，也是台灣百岳之一，排名第93。立霧主山高達3,070公尺，屬於中央山脈。立霧主山附近接連帕托魯山。處於太魯閣國家公園南中部。